# Eleccions generals de l'Uruguai de 1942
Les eleccions generals de l'Uruguai de 1942 es van celebrar el diumenge 29 de novembre del 1942, en una primera i única volta, amb la intenció d'escollir un nou president de la República Oriental de l'Uruguai, càrrec que, fins a la data, ocupava el militar Alfredo Baldomir Ferrari, en guanyar les eleccions del 1938 al costat del francouruguaià César Charlone. També, segons aquest sistema, es van presentar els candidats a intendents municipals pels seus respectius departaments.
D'acord amb la Constitució del 1942, es van votar els càrrecs de president i de vicepresident. Va triomfar novament el Partit Colorado amb la fórmula de Juan José de Amézaga - Alberto Guani, que va assumir l'1 de març de 1943. Juntament amb l'elecció del cap d'Estat, també es van votar els càrrecs de senador i de diputat. Cal destacar que van ser les primeres eleccions amb dones elegides per ocupar un càrrec al parlament.

## Candidats

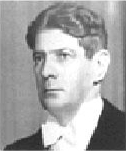
El polític centredretà Juan José de Amézaga fou elegit president.

Els candidats presidencials d'aquest any van ser:
- Pel PC: Juan José de Amézaga - Alberto Guani (fórmula guanyadora); Eduardo Blanco Acevedo - Carlos Vilaró Rubio; i Eugenio Lagarmilla - Carlos Oneto y Viana.
- Pel PN: Luis Alberto de Herrera - Roberto Berro.
- Pel PNI: Martín C. Martínez - Arturo Lussich.
- Pel PCU: Eugenio Gómez - Julia Arévalo de Roche.
- Per l'UCU: Joaquín Secco Illa - Hugo Antuña.
- Pel PSU: Emilio Frugoni - Ulises Riestra.
- Per LC: Domingo Tortelli - Luis Pagani Simón.